# Fazal Din

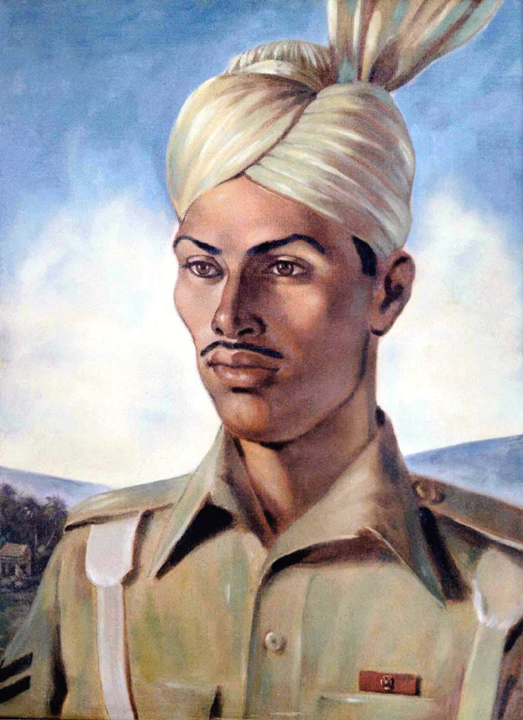
Naik Fazal Din

Fazal Din född den 1 juli 1921, stupad i strid den 2 mars 1945, var en naik vid 10th Baluch Regiment, Brittisk-indiska armén. Han belönades postumt med Viktoriakorset när han som gruppchef under slaget om Meiktila i Burma ledde sin grupps anfall mot ett fientligt värn. Under närstrid blev han genomborrad av ett samurajsvärd, men naik Din tog svärdet från den fientlige officeren och dödade honom med hans eget vapen. Han använde sedan svärdet för att döda ytterligare en fiende innan han själv avled på förbandsplatsen.